# Gelidocalamus multifolius
Gelidocalamus multifolius är en gräsart som beskrevs av Bao Min Yang. Gelidocalamus multifolius ingår i släktet Gelidocalamus och familjen gräs. Inga underarter finns listade i Catalogue of Life.